# Polders in de vaarwegen naar Axel en Gent
De Polders in de vaarwegen naar Axel en Gent is een complex van polders in de Nederlandse provincie Zeeland, dat bestaat uit bedijkingen van schorren in de Braakman, het Axelse Gat en zijgeulen.
Een aantal van deze polders kwam tot stand bij de aanleg dan wel de verbreding van het Kanaal Gent-Terneuzen.
Het complex bevat de volgende polders:
- Oud-Vogelschor of Zuid-Westenrijkpolder
- Nieuw-Vogelschor of Westdorpepolder
- Nieuw-Papeschorpolder
- Stroodorpepolder
- Smidsschorrepolder
- Emmapolder
- Axelse Vlakte
- Melaniapolder
- Ghellinckpolder
- Eugeniapolder
- Van Remoorterepolder
- Louisapolder
- Pierssenspolder
- Seydlitzpolder
- Visartpolder
- Kleine Stellepolder
- Vergaertpolder
- Bontepolder
- Kanaalpolder
- Mosselpolder
- Van Wuyckhuisepolder
- Dijckmeesterpolder
- Braakmanpolder